# Barbatula sturanyi
Barbatula sturanyi ist eine benthische Süßwasserfischart der Gattung Barbatula aus der Familie der Bachschmerlen (Nemacheilidae). Die Art wurde im Jahr 1892 beschrieben und kommt in Nordmazedonien und Albanien vor.

## Merkmale
Wie typisch für die Gattung Barbatula haben die Tiere einen langgestreckten, schlanken Körper mit grau-gelber Grundfärbung und unregelmäßigen Flecken entlang der Körperflanken. Das Maul der Tiere ist unterständig und von 6 Barteln umgeben. Die Schwanzflosse ist bei Barbatula sturanyi im Gegensatz zu manchen anderen Arten dieser Gattung nicht ausgebuchtet. Die Rückenflosse beginnt kurz vor dem Ansatz der Brustflossen. Der Schwanzstiel ist 1,6–2,1-mal so lang wie breit. Die Tiere erreichen eine Standardlänge von bis zu 10 cm.

## Ökologie und Verbreitung
Die bodenlebenden Tiere suchen mithilfe ihrer Barteln nach Wirbellosen, von denen sie sich ernähren. Sie leben an den Quellabschnitten entlang der Küsten des Ohridsees und im Oberlauf seines Ausflusses, dem Schwarzen Drin, in Flussabschnitten mit steinigem Substrat. Die Biologie der Tiere ist praktisch nicht erforscht, dürfte aber derjenigen der Bachschmerle ähneln.
Barbatula sturanyi wird von der IUCN als „nicht gefährdet“ (LC = Least Concern) eingestuft.